# Justicia congrua
Justicia congrua är en akantusväxtart som först beskrevs av Christian Gottfried Daniel Nees von Esenbeck och Carl Friedrich Philipp von Martius, och fick sitt nu gällande namn av Gustav Lindau. Justicia congrua ingår i släktet Justicia och familjen akantusväxter. Inga underarter finns listade i Catalogue of Life.